# Feria de San Miguel
La feria de San Miguel es un evento festivo que se celebra a principios del mes de agosto en el municipio de Villanueva de Córdoba, situado en la provincia de Córdoba (España). 

## Historia
Hasta la década de los sesenta del siglo XX, la feria principal de la ciudad de Villanueva de Córdoba se celebraba en septiembre y era llamada feria de San Miguel, celebrada en honor del patrón de la ciudaf. Comenzaba el 29 de septiembre y duraba hasta el primer domingo de octubre. 

La llamada feria de San Miguel se componía de algunas tiendas de juguetes, puestos de cristal, loza, zapatos, espartos, cordeles, hierros y otras menudencias.

Tampoco faltaban en ella por supuesto los puestos de turrones y golosinas, y claro esta habían  caballitos de madera. En esos primeros años del siglo XX eran frecuentes los teatros y proyecciones cinematógraficas en la Plaza o en la llamada "Fuente Vieja", que aún conserva el mismo nombre. Había también corridas de toros en las afueras de la ciudad.

## Festividad de San Miguel
La Festividad de San Miguel se celebra el 12 de septiembre en Villanueva de Córdoba en honor a su Patrón, nombrado como tal en 1553, año en que el emperador Carlos I de España le otorga el título de Villa a la población, convirtiéndola en independiente de la cercana villa de Pedroche, de la que hasta entonces había dependido. 
En ésta festividad, la Hermandad de los Tocayos del Patrón desarrolla una variada programación, para el disfrute de los jarotes, a lo largo del día. Música, deporte, juegos tradicionales y a la tarde se oficia misa presidida por los Hermanos Mayores en la Iglesia de San Miguel Arcángel. Tras ella, en la Plaza de España se degusta vino y "garbanzos tostaos".

## Actualidad
En la actualidad la feria grande se celebra en la primera semana de agosto y como es lógico, su justificacíón ya no es la de celebrar la festividad del patrón de la localidad. Actualmente, y mientras se construye el recinto ferial de la localidad, la feria se localiza en las calles San Antonio y Ronda del Calvario principalmente. Recientemente se barajaba la hipótesis de que si fuera demolido el viejo "campo de deportes San Miguel" de la localidad, su terreno podría ser aprovechado para ampliar el actual recinto ferial. 